# Kräutertee

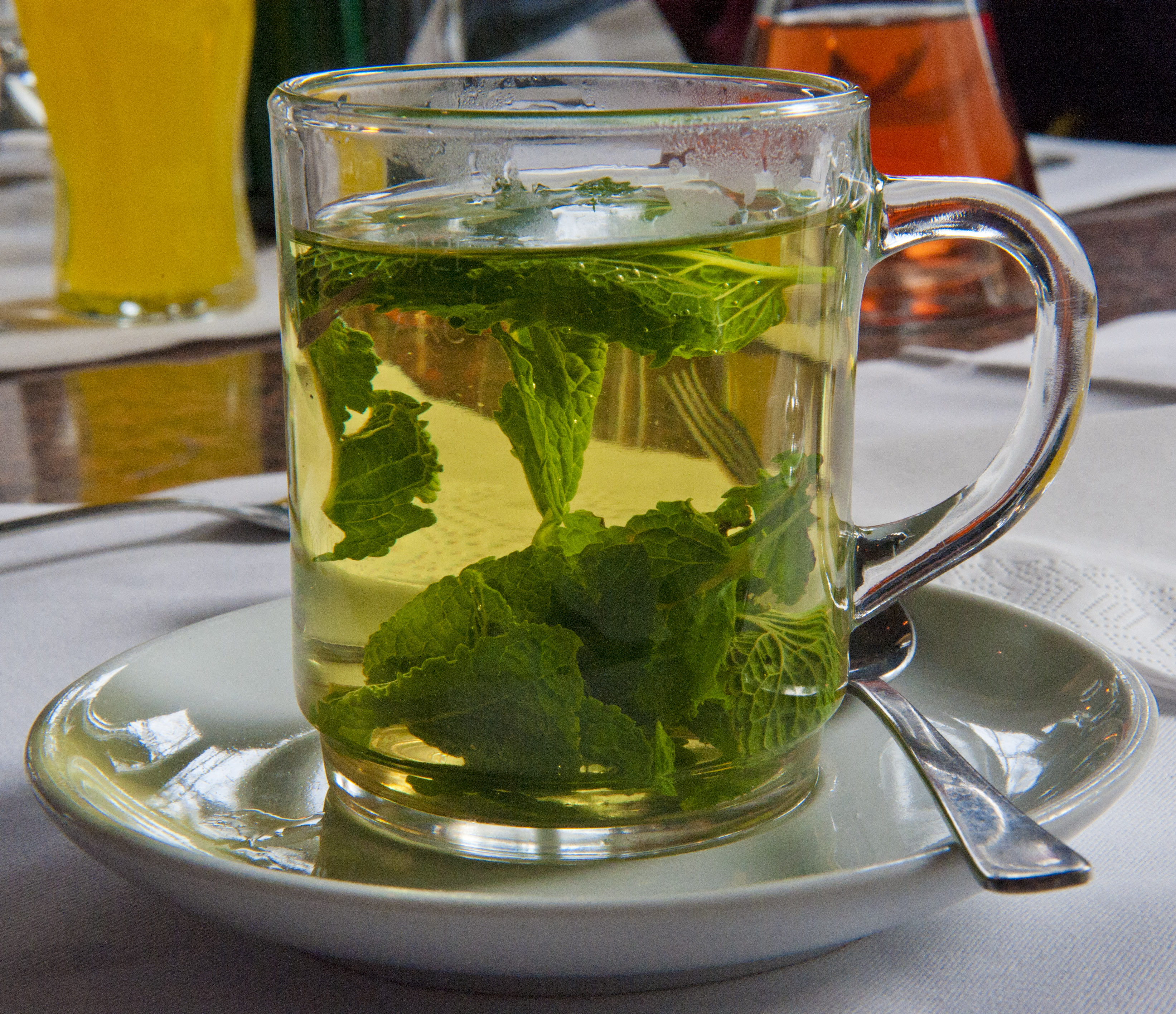
Kräutertee (hier ein aus frischen Kräutern zubereiteter Pfefferminztee)

Kräutertees sind aromatische Aufgussgetränke, die aus frischen oder getrockneten Pflanzenteilen, z. B. Blättern, wie Pfefferminzblättern, Fruchtteilen, wie Fenchelsamen, oder auch Blüten, wie Lindenblüten oder Kamillenblüten, hergestellt und mit heißem Wasser aufgegossen werden.

## Definition
Streng genommen ist der Begriff Tee nur auf die Teepflanze Camellia sinensis begrenzt, aus deren Blättern Schwarzer, Weißer und Grüner Tee gewonnen werden. Dennoch hat sich der Begriff im Sprachgebrauch für Aufgussgetränke durchgesetzt. Sowohl in Kräutertee als auch in Arzneitee ist somit kein Camellia sinensis enthalten, sondern nur ein Aufguss aus Pflanzenteilen, vergleichbar wie bei einem Früchtetee ein Aufguss aus getrockneten Früchten gemacht wird.
Man unterscheidet beim Kräutertee zwischen zwei Produktgruppen:
1. Kräutertees, die als Lebensmittel im Rahmen der Ernährung genossen werden. Sie dienen als Genuss- und Lebensmittel, jedoch nicht der Vorbeugung oder Behandlung von Krankheiten. Gern werden sie auch als Lebensmitteltee bezeichnet, zu dem auch der Früchtetee gehört.
2. Arzneitees, die unter das Arzneimittelgesetz fallen und auf den Verpackungen eine entsprechende Kennzeichnung sowie Wirkung und Gegenanzeigen aufweisen müssen. Diese werden zur Linderung und Prävention von Erkrankungen für eine bestimmte Zeit eingesetzt. Dies kann auch in Selbstbehandlung passieren. Das Arzneibuch regelt die genaue Wirkstoffmenge, wodurch auch mehr Wirkstoffe als bei einem Kräutertee vorhanden sind.

Die meisten Arzneitees sind sogenannte freiverkäufliche Arzneimittel und dürfen über den Lebensmitteleinzelhandel verkauft werden, einige wenige sind apothekenpflichtig. Der Verkauf von Arzneitees im Einzelhandel (z. B. Lebensmittelmärkte und Drogerien) setzt in Deutschland einen Sachkundenachweis für freiverkäufliche Arzneimittel voraus. Viele Kräuter werden sowohl als Lebensmittel zu Genusszwecken wie auch als Arzneimittel zu Heilzwecken eingesetzt.
Jede Pflanze, die zu Kräutertee verarbeitet wird, hat verschiedene Inhaltsstoffe. Dazu gehören ätherische Öle, die den Geschmack und Geruch der jeweiligen Pflanze bestimmen, sowie Vitamine, Mineralstoffe, Spurenelemente und Polyphenole. Mit Ausnahme von Matetee sowie kolanuss- und guaranáhaltigen Mischungen sind Kräutertees koffeinfrei.
Kräutertees werden unterschieden in Monodrogen (vom griechischen Wort mono für allein), wie Kamille oder Pfefferminze, und Mischungen aus verschiedenen Kräutern. Die Tees können nicht nur von verschiedenen Pflanzen stammen, sondern auch von unterschiedlichen Pflanzenteilen. Experten unterscheiden zwischen Kraut-, Blatt-, Wurzel-, Rinden-, Blüten-, Früchte-, Samen- und Holzdrogen.
Welche Pflanzenteile verwendet werden, hängt davon ab, wo sich die aromatischen Inhaltsstoffe befinden. Kräutertees werden auch Teedrogen genannt. Der Begriff Droge stammt vom niederländischen droog, gleich trocken, und bezeichnete ursprünglich einfach getrocknete Pflanzenteile.

## Anbau

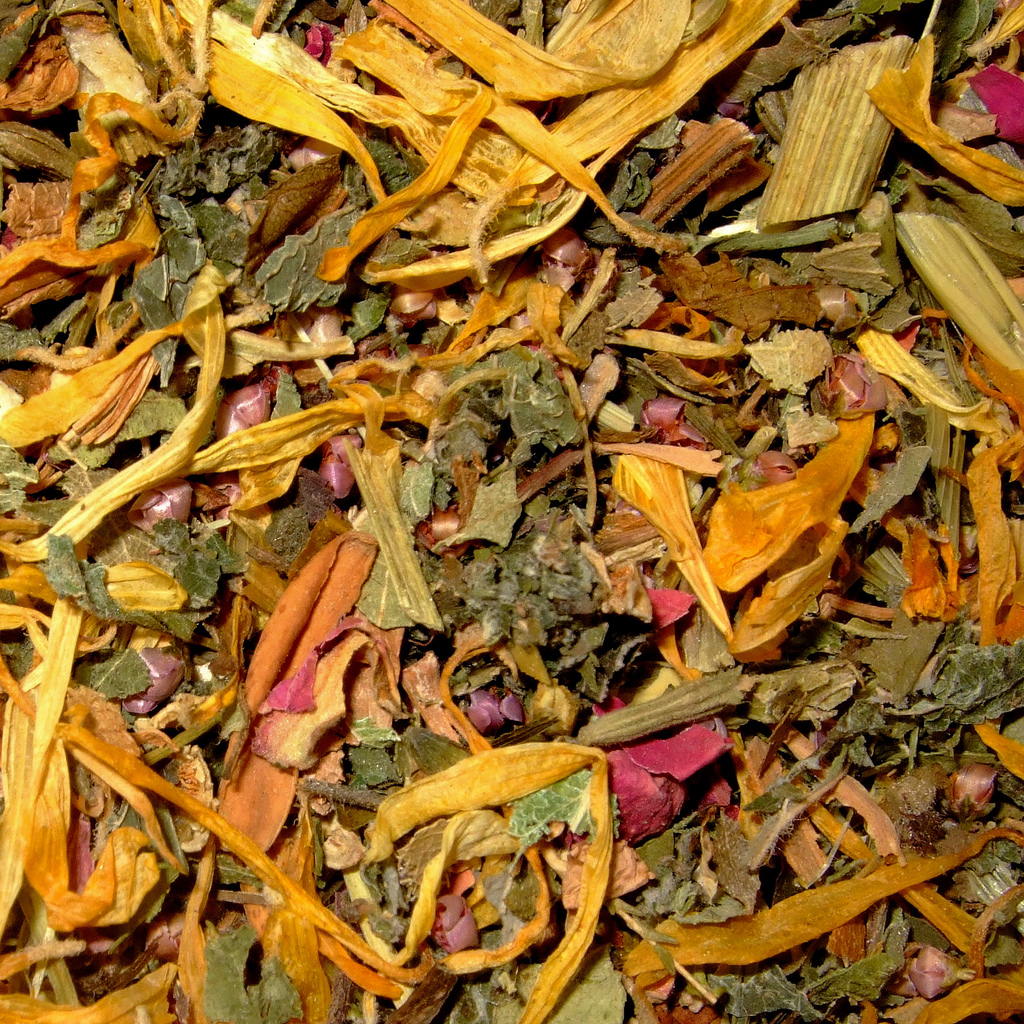
Mischung getrockneter Kräuter für Kräutertee

Die Pflanzen für Kräutertees werden heute zumeist auf kleinen Flächen angebaut. Die Hauptanbaugebiete liegen vor allem in Süd- und Osteuropa, Südamerika, China und Ägypten, seit einigen Jahren vermehrt auch in Deutschland. Rooibos oder Rotbuschtee stammt aus Südafrika, Matetee aus Südamerika. Einige Sorten wie Lindenblüten, Holunderblüten oder Brennnesseln werden hauptsächlich aus Wildsammlungen gewonnen. Als Naturprodukte sind Kräutertees abhängig von Klima, Boden und Witterung. Die Qualität der Pflanzen kann – auch wenn sie aus demselben Anbaugebiet stammen – daher von einer Saison zur nächsten variieren. Der kultivierte, kontrollierte Anbau garantiert jedoch ein hohes Maß an gleichbleibender Qualität. Die jeweiligen Pflanzenteile werden im Anbauland geerntet bzw. gesammelt und getrocknet.
Es werden Pflanzen aus konventionellem und kontrolliert biologischen Anbau zu Kräutertees verarbeitet. Bevor sie in Deutschland weiterverarbeitet werden, durchlaufen sie strenge Qualitätskontrollen. Erst anschließend wird die Ware geschnitten und je nach Rezeptur gemischt. 2018 wurden in Deutschland 40.184 Tonnen Kräutertee verkauft, der Anteil der kontrolliert biologisch angebauten Kräutertees lag bei 10,4 Prozent.

## Angebotsformen

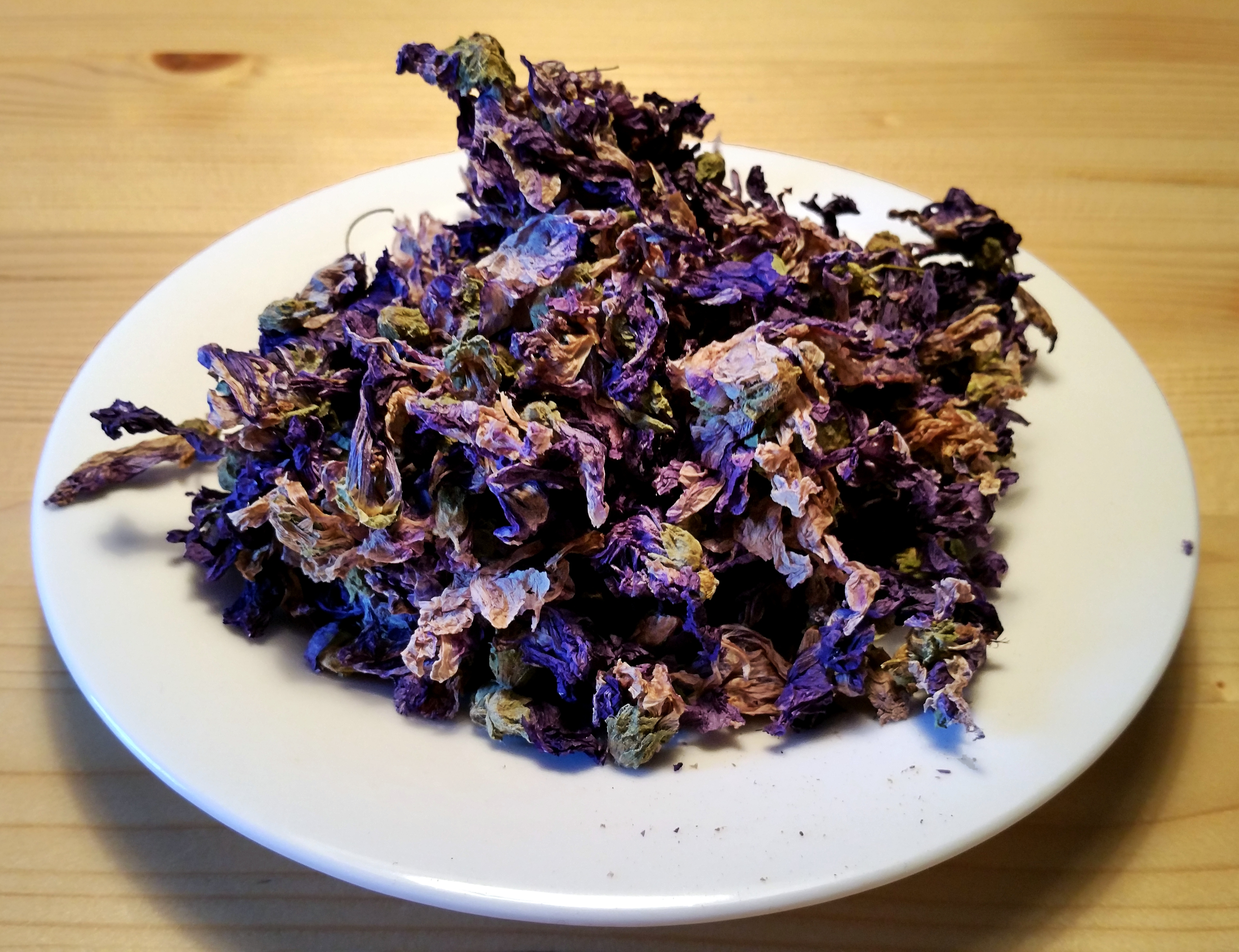
Lose Ware: getrocknete Malvenblüten

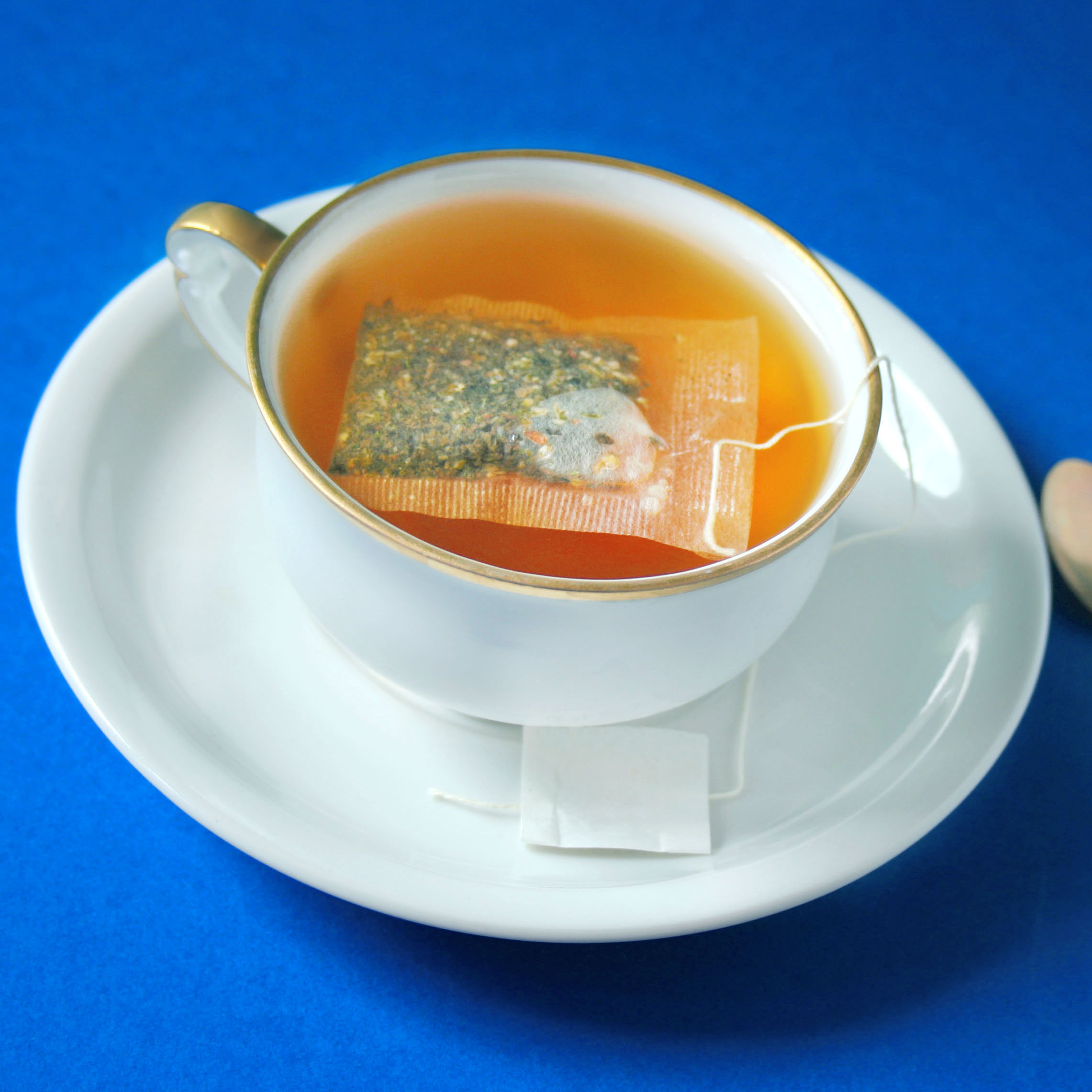
Kräutertee mit Teebeutel zubereitet

Kräutertees sind in verschiedenen Angebotsformen erhältlich: als lose Ware (meist Grobschnitt), als Aufgussbeutel und als Instantprodukt (sofort lösliches Produkt). Der Grobschnitt wird von den Fachleuten auch Concis vom lateinischen concissum, gleich zerschnitten, bezeichnet. Die Schnittgrößen variieren von 4 bis 15 mm. Die Korngröße des Feinschnitts, der vorwiegend für Teebeutel verwendet wird, beträgt etwa ein Zehntel davon.
Aromatisierten Kräutertees werden Gewürze oder Aromen hinzugefügt, um sie geschmacklich zu verfeinern bzw. zu verändern. Die Geschmacksrichtung wird auf den Verpackungen angegeben und die einzelnen Zutaten werden im Zutatenverzeichnis aufgelistet.

## Aufbewahrung und Zubereitung
Kräuter- und Früchtetees sollten kühl und trocken lagern. Am besten sind die Tees in dunklen, luftdicht verschließbaren Gefäßen untergebracht. Auch sollte der Kräuter- und Früchtetee-Vorrat nicht in unmittelbarer Nähe von anderen stark riechenden Kräutern und Gewürzen aufbewahrt werden, denn diese können das Aroma der Tees beeinflussen. Es empfiehlt sich, geöffnete Packungen möglichst zügig aufzubrauchen.
Genau wie Obst und Gemüse verlieren Teekräuter auch bei sachgerechter Trocknung und Lagerung Vitalstoffe und Wirkstoffe und sind daher frisch am wirksamsten. Daher ist es, wenn man sie für den Privatgebrauch im eigenen Garten erntet oder in der näheren Umgebung wild sammelt, am sinnvollsten, die Kräuter sofort frisch zuzubereiten. Während zur Trocknung bestimmte Kräuter normalerweise zu der Zeit geerntet werden, in der sie das stärkste Aroma haben – das ist oft vor oder während der Blüte –, werden Kräuter für den frischen Gebrauch gewöhnlich geerntet, solange das Kraut grün ist, auch nach der Blüte oder wenn es gerade beginnt zu sprießen. Durch den Wasserverlust bei der Trocknung fallen Kräuter stark in sich zusammen, so dass dieselbe Menge an Pflanzen etwa dreimal so viel erscheint, wenn man frische Kräuter für Tee verwendet. Tee aus frischen Kräutern braucht im Allgemeinen nicht so lange zu ziehen wie der aus getrockneten Kräutern. Wurzeln müssen meist etwas länger ziehen.
Als Dosierung genügt bei getrockneten Kräutern ein gehäufter Teelöffel oder ein Teebeutel pro Tasse. Generell gilt: je mehr Tee, desto intensiver der Geschmack. Ebenso entscheidend wie die Qualität des Kräuter- und Früchtetees ist die Qualität des Wassers. Frisches, möglichst kalkarmes Wasser wird aufgekocht und der Kräutertee damit übergossen. Die Ziehzeit sollte in der Regel acht, höchstens aber zehn Minuten betragen. Bei der Beutelware ist die Ziehdauer etwas kürzer. Von den Herstellern wird auf der Packung die richtige Zubereitung für das einzelne Produkt angegeben.

## Gesundheitliche Auswirkungen
Auch wenn der Volksmund vielen Lebensmitteltees eine Wirkung zuschreibt, kann diese Anwendung nur auf Arzneitees bezogen werden, da diese über das Arzneibuch eine kontrollierte Menge an Wirkstoffen haben und als Arzneimittel gelten. Für Arzneitees gelten strengere Regularien, um die gesundheitliche Wirkung zu ermöglichen und eine mögliche Überdosierung zu vermeiden.
In einigen Fällen werden Kräutertees auch als Nutrazeutika oder Funktionsarzneimittel beschrieben. Jedoch müssten sie hierfür rechtlich auch als Arzneimittel zugelassen werden.